# 抓叛徒
“抓叛徒”，是指文化大革命初期，1966年至1968年的一系列通过“抓叛徒”而打击政敌的行动。这类行动大多都存在冤假错案，并在文化大革命结束后平反。

## 过程
1966年11月24日，26日，中共中央为刘澜涛、赵林出狱问题，分别给中共中央西北局、中共中央东北局并吉林省委发出两份周恩来起草的电报。要他们向南开大学红卫兵和其他同学说明，他们揭发的刘澜涛、赵林二同志出狱的问题，“中央是知道的。如果他们有新的材料，可派代表送中央查处，不要在大会上公布和追查。”
1967年3月16目，中共中央发出《关于印发薄一波、刘涌涛、安子文、杨献珍等出狱问题的批示》。附有彭真专案小组办公室《关于薄一波、刘澜涛、安子文、杨献珍等人自首叛变问题的初步调查》及附件等，印发政洽局、书记处、中央军委、中央文革小组及其他负责同志。但是该文件在实际印发给中共全党，甚至党外群众。这个文件将薄一波等61人（包括赵林）因为1936年登“反共启事”出反省院的问题定为“叛徒集团”，并称“薄一波等人自首叛变出狱，是刘少奇亲自决定，张闻天同意，背着毛主席干的。”
1967年6月28日，中共中央发出《关于“抓叛徒”问题的通知》，针对当时的一些问题，作了五条规定：
1. 对一个人作出是否“叛徒”的结论，是一件严肃的政洽问题，必须采取慎重的态度。不要根据不充分的，未经核实的材料，自行宣布某人为叛徒。不要轻易公布材料。
2. 应当把重点放在清查党内--一小撮走资派中的叛徒。其他历史上有过变节行为的也要清查，但要根据情况，区别对待。
3. 要把有一般历史问题的干部同叛徒、特务，严格区别开来。
4. 各种群众组织不要借“抓叛徒”的名义，进行宗派斗争，互相攻击，转移大方向。
5. 有些群众组织，混入个别的叛徒、特务，应当清查，但别的群众组织，不得借此来打击这些群众组织。

1968年2月5日，中共中央、国务院、中央军委、中央文革在转发黑龙江省革命委员会《关于深挖叛徒工作情况的报告》的批示中，肯定黑龙江省挖叛徒工作的三条经验。并要求其他各地参照黑龙江，定出规划，抓住重点，坚持群众路线，把隐藏的叛徒、特务和一切反革命分子彻底清查出来，以根除隐患。
1. 领导重视，军队负责同志狠抓这项工作。
2. 贯彻群众路线，以军队为中心，调集干部，结合各派群众组织和革命干部，联合进行这项工作。
3. 认真清查敌伪档案，加强调查研究，注意贯彻党的政策。既彻底清查，狠挖深挖，又实事求是，注意查证核实工作。

## 结果
但是“抓叛徒”工作中造成的大量冤假错案，林彪、江青等人称有一条所谓“刘少奇叛徒集团组织路线”，由此制造了“新疆叛徒集团”、“东北叛徒集团”、“南方叛徒集团”等冤案。1967年5月17日，江青还利用三十年代由国民党特务机关伪造的所谓《伍豪等脱离共产党启事》的抄件，妄图诬陷、攻击周恩来。直到十一届三中全会前后，这期间判定的冤案才陆续得到平反。